# 查利·洛格
查利·洛格（英語：Charlie Logg，1931年2月24日—），美国前男子赛艇运动员。他曾代表美国参加1952年夏季奥林匹克运动会赛艇比赛，获得男子双人单桨无舵手金牌。